# Reduzierende Zucker

D-Glucose, links: offenkettige Form in der Fischer-Projektion (Aldehydgruppe blau), rechts: Ringform als β-D-Glucopyranose in der Haworth-Schreibweise (Halbacetalfunktion türkis)

Als reduzierende Zucker bezeichnet man in der Biochemie Mono-, Di- oder Oligosaccharide, deren letzter (im Fall von Monosacchariden einziger) Glycosid-Rest, in Haworth-Schreibweise (Ringform) ein Halbacetal ist. Sie können im alkalischen Milieu als Reduktionsmittel auftreten.
Bekannte Vertreter sind die Aldosen, also Zucker mit einer Aldehydgruppe; ein Beispiel ist Glucose. Auch Ketosen können reduzierend wirken, wenn sie in α-Stellung eine Hydroxygruppe aufweisen, also ein α-Hydroxyketon (Acyloin) sind, wie etwa Fructose. Beispiele für reduzierende  Zweifachzucker sind Lactose und Maltose.
Die quantitative Bestimmung reduzierender Zucker gelingt mittels der Methode nach Luff-Schoorl oder durch die photometrische Bestimmung nach einer Reaktion mit 3,5-Dinitrosalicylsäure.

## Monosaccharide

Ringschluss in wässriger Lösung am Beispiel der Glucose

Fast alle Monosaccharid-Aldosen liegen in Lösung vorwiegend als zyklische Halbacetalform vor, die keine freie Aldehydgruppe aufweist. Die Halbacetalgruppe entsteht durch Ringschluss über den aldehydischen Sauerstoff am C1. Da die Ringbildung eine Gleichgewichtsreaktion ist, kommt auch ein geringer Prozentsatz der offenkettigen Form vor, die oxidiert werden kann. Die offenkettige Form wird durch die Oxidation verbraucht und ständig aus der zyklischen Form nachgeliefert. Damit reagieren diese Monosaccharide wie Glucose, Mannose oder Galactose positiv auf die Fehling-Probe oder Tollens-Probe. Dasselbe gilt entsprechend für α-Hydroxyketone wie Fructose: lediglich die offenkettige Form ist oxidierbar und wird ständig aus der cyclischen Form nachgeliefert. Bei den α-Hydroxyketonen ist die ketonische Carbonylgruppe am C2-Atom die Ursache für das Ausbilden der Halbacetalgruppe am C2-Atom bei Ringbildung.

## Di- und Oligosaccharide
Alle Di- oder Oligosaccharide, welche reduzierend wirken, besitzen eine Aldose oder α-Hydroxyketose als letzten Glycosidrest. Bei den Disacchariden ist dies der Fall, wenn die Verknüpfung der zwei Monosaccharide über das anomere C-Atom (C1) des ersten Bausteins mit einer nicht anomeren alkoholischen Gruppe, etwa am C4-Atom des zweiten Monosaccharid-Bausteins geschieht. Es bildet sich am nicht reduzierenden Ende ein Acetal, während das anomere Zentrum des zweiten Bausteins als Halbacetal „frei bleibt“ und damit als reduzierendes Ende dient. Das Halbacetal als letzter Glycosidrest ist nötig, da nur so ein Teil des Zuckers offenkettig vorliegen kann. Da auch bei Di- und Oligosacchariden die zyklische und die offenkettige Form in Lösung im Gleichgewicht vorliegen, kann die offenkettige Form bei der Fehling- oder Tollensprobe positiv reagieren.
Der im Haushalt verwendete Rohr- oder Rübenzucker, die Saccharose, ist im Gegensatz zum reduzierenden Disaccharid Maltose kein reduzierender Zucker, weil seine Moleküle in Lösung durch die 1,2-Verbindung beider anomeren C-Atome keine offenkettige Form bilden und daher auch nicht das reduzierende Endiolat-Ion ausbilden. Daher reagiert dieses Disaccharid bei der Fehling- und Tollensprobe negativ.

## Reduzierende Wirkung

Reduzierende Wirkung von D-Glucose (2) und D-Fructose (1) über das gemeinsame Endiolat-Ion (3) in alkalischem Milieu. Es entsteht 2-Ketoglucose (4).

Die reduzierende Wirkung allein auf die Aldehydgruppen (bei Aldosen endständig vorhanden, bei α-Hydroxyketosen über die Ketol-Endiol-Tautomerie entstehend) zurückzuführen, gilt als widerlegt.
Tatsächlich ist das bei der Umlagerung von Aldose zu α-Hydroxyketose (und umgekehrt) entstehende Endiol für die reduzierende Wirkung verantwortlich. Dieses Endiol liegt im alkalischen Milieu, welches Voraussetzung für die Reduktion ist, als Endiolat-Ion vor. Die offenkettige Form spielt im Rahmen der reduzierenden Wirkung insofern eine Rolle, da nur an ihr eine Ketol-Endiol-Tautomerie stattfinden kann. Diese Tautomerie, genauer das dabei als Zwischenstufe entstehende Endiolat-Ion, ist hauptsächlich für die reduzierende Wirkung der Zucker selber verantwortlich.
Als Produkt entsteht primär 2-Ketoglucose (D-Glucoson), welches jedoch weiter oxidiert werden kann und bspw. in einer Fehlingprobe auch weiter oxidiert wird. Analog zu diesem Reaktionsvorgang wird auch an allen anderen reduzierenden Zuckern das jeweilige Endiolat-Ion oxidiert.

## Nachweis
Neben der Fehling-Probe können reduzierende Zucker auch mit Hilfe des Benedict-Reagenz (durch die Farbe des ausfallenden Produkts), mit dem Nylanders Reagenz, 3,5-Dinitrosalicylsäure (durch spektroskopische Tests) oder der Entfärbung einer Kaliumpermanganat-Lösung nachgewiesen werden.